# 기오르기 아라비제
기오르기 아라비제(조지아어: გიორგი არაბიძე, 1998년 3월 4일 ~ )는 조지아의 축구 선수이다. K리그 등록명은 아라비제다.